# 马云峰
马云峰（1966年12月—），中华人民共和国地方官员，中共云南省委党校研究生学历。现任中共德宏州委常委、州人民政府常务副州长、党组副书记。

## 生平
1988年7月，马云峰参加工作，历任云南省民政厅机关服务中心主任（副处级）、社会福利和社会事务处副处长、处长、基层政权和社区建设处处长、救灾处处长。2010年2月下放地方，任楚雄州大姚县新农村建设工作队总队长，同时挂职大姚县委副书记。2010年12月任玉溪市易门县委副书记、代理县长:392，2011年2月正式担任易门县县长，并兼任易门县委副书记:380。2013年8月任易门县委书记、县长，同年11月卸任县长职务:400。2015年10月，转任中共德宏州委常委、瑞丽国家重点开发开放试验区党委副书记、中共瑞丽市委书记。2018年2月7日，当选德宏州人民政府副州长。